# Etisus demani
Etisus demani är en kräftdjursart som beskrevs av Nils Hjalmar Odhner 1925. Etisus demani ingår i släktet Etisus och familjen Xanthidae. Inga underarter finns listade i Catalogue of Life.